# Phacelia rattanii
Phacelia rattanii är en strävbladig växtart som beskrevs av Asa Gray. Phacelia rattanii ingår i Faceliasläktet som ingår i familjen strävbladiga växter. Inga underarter finns listade i Catalogue of Life.